# Johan Adrian Jacobsen

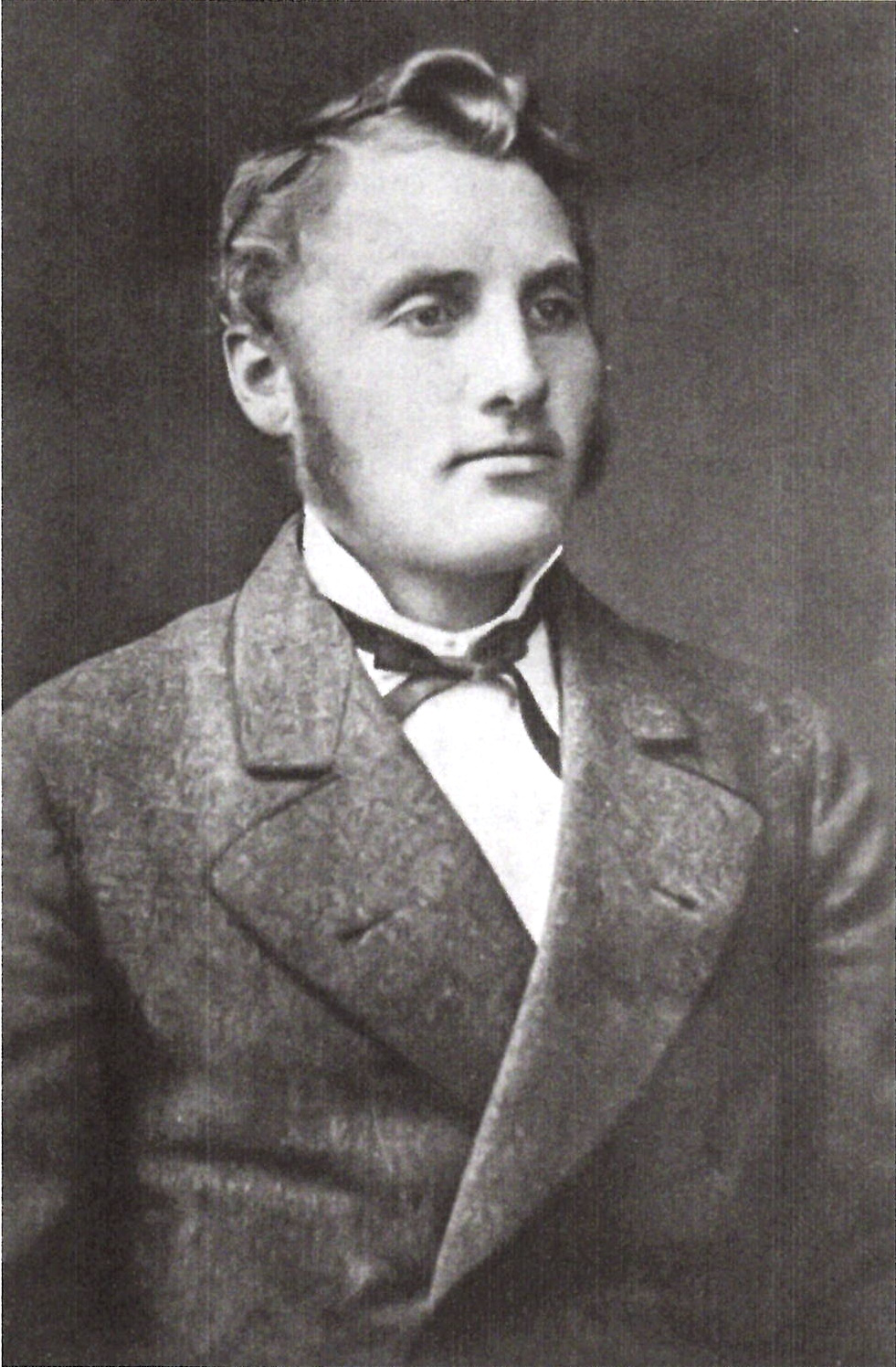
Johan Adrian Jacobsen, Foto von 1881

Johan Adrian Jacobsen (* 9. Oktober 1853 auf Risøy bei Tromsø; † 18. Januar 1947 in Tromsø) war ein norwegischer Ethnograph und Forschungsreisender. Als Kapitän und autodidaktischer Ethnologe arbeitete er für die Völkerkundemuseen in Hamburg und Berlin und als Agent für die Völkerschauen von Carl Hagenbeck in Hamburg. Während der World’s Columbian Exposition stellte Jacobsen im Namen von Carl Hagenbeck eine Sammlung aus rund 600 Objekten von 25 nicht-europäischen Kulturen aus. Diese wurde zu einem Grundstein der Sammlung des Field Museum of Natural History in Chicago.
Seine Reisen führten ihn nach Skandinavien, Nordamerika, Südamerika, Russland und Südostasien. Seine Sammlungen allein für das Königliche Museum für Völkerkunde Berlin umfasst insgesamt 12.000 Objekte, darunter mit 3.000 Objekten von der pazifischen Nordwestküste und 4.000 aus Nordalaska die bislang größte Einzelsammlung aus Nordamerika für das Ethnologische Museum Berlin.

## HagenbecksVölkerschauen
Johan Adrian Jacobsen war als Agent beteiligt an vielen der etwa fünfzig Völkerschauen von Carl Hagenbeck, die zu dessen Lebzeiten stattfanden. Er trug maßgebliche Verantwortung für die Völkerschau der „Eskimos“. Während der Schauen züchtigte er einen Inuit mit der Peitsche und gab sich in seinem Tagebuch die Schuld für den Tod der achtköpfigen Gruppe, weil er vergessen hatte, sie gegen Pocken impfen zu lassen. Auch für die in Hagenbecks Auftrag erfolgte Verschleppung von elf Kawesqar für Hagenbecks Völkerschau der „Feuerländer“ ein Jahr später war Jacobsen verantwortlich. Während dieser Schau verstarben sieben Menschen ebenfalls aufgrund mangelnder medizinischer Fürsorge. Einen anderen Verlauf nahm die einjährige Tour von neun jungen Nuxalk (damals Bella Coola), Angehörige einer indigenen Gruppe in Britisch-Kolumbien, durch Deutschland 1885 bis 1886. Die Nuxalk standen unter Vertrag, bekamen ein Honorar und machten extra Einnahmen. Jacobsen musste als Garantie für ihre Rückkehr eine Kaution von 1000 $ hinterlegen. Die Nuxalk waren darauf bedacht, ihr Programm selbst zu gestalten und nur Tänze aufzuführen, für die sie eine Berechtigung besaßen. Ob die Wissenschaftler Rudolf Virchow, Carl Stumpf und Franz Boas für ihre Körpermessungen, Interviews und Sprachaufnahmen Honorare zahlen mussten, ist nicht bekannt. Die Presse berichtete im Stil der Kritik einer Theatertournee. Im August 1886 waren alle Teilnehmer wieder zurück in Victoria, B.C. Die speziell für die Auftritte und den Verkauf angefertigten Requisiten blieben auf mehrere Orte und Institutionen verteilt in Deutschland.

## Expeditionen

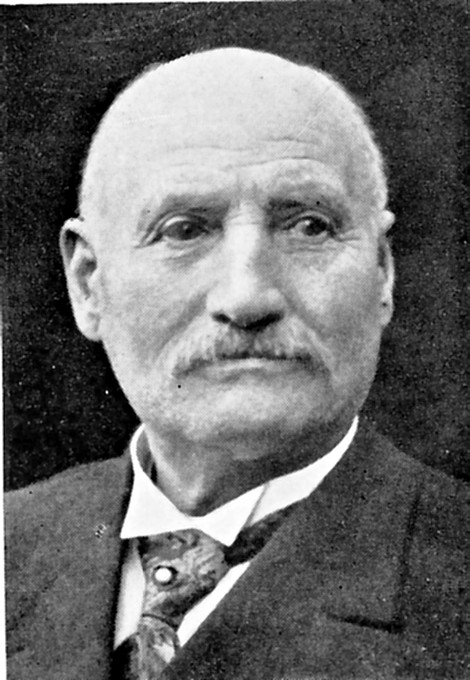
Johan Adrian Jacobsen, vor 1935

- 1881–1883 Nordwestküste Nordamerikas im Auftrag des Berliner Museums für Völkerkunde
- 1884–1885 Russland, Sibirien, Sachalin, Mandschurei, Korea, Japan, San Francisco, Victoria, British Columbia
- 1886–1887 Westküste von Südamerika
- 1887–1888 mit Heinrich Kühn: Banda-See (Indonesien), Java, Australien, Neuguinea im Auftrag des Berliner Museums für Völkerkunde

## Ehrungen
Der Jacobsenweg in Hamburg-Stellingen wurde 1964 nach Johan Adrian Jacobsen benannt.

## Schriften
- Johan Adrian Jacobsen: Capitain Jacobsen’s Reise an der Nordwestküste Amerikas 1881–1883. Für den deutschen Leserkreis bearbeitet von A. Woldt. Leipzig 1884. Nachdruck Hildesheim: Olms, 2013. Mit einer Einleitung von Viola König (S. V–XX). Beigebunden: Unter den Alaska Eskimos.
- Reise in die Inselwelt des Banda-Meeres. Mitscher & Röstell, Berlin 1896 (Digitalisat).
- Johan Adrian Jacobsen: Voyage with the Labrador Eskimos, 1880–1881. Englische Übersetzung des Tagebuchs von Hartmut Lutz. Polar Horizons, Marsch 2014, ISBN 978-0-9936740-5-1 (Taschenbuch), ISBN 978-0-9936740-1-3 (PDF).